# Хайнрих IV (Брауншвайг-Грубенхаген)
Вижте пояснителната страница за други личности с името Хайнрих IV.
Хайнрих IV фон Брауншвайг-Грубенхаген (на немски: Heinrich IV von Braunschweig Grubenhagen; * 1460; † 6 декември 1526, Залцдерхелден, днес част от Айнбек) от род Велфи (Стар Дом Брауншвайг), е херцог на Брауншвайг-Люнебург и княз на Брауншвайг-Грубенхаген от 1479 до 1526 г.

## Живот
Син е на херцог Хайнрих III фон Брауншвайг-Грубенхаген (1416 – 1464) и Маргарета (1415/1425 – 1497), дъщеря на Йохан I, херцог на Саган и на Шоластика от Саксония-Витенберг.
Той последва баща си след смъртта му през 1464 г. като княз на Грубенхаген. До пълнолетието му през 1479 г. той е под опекунството на своя чичо Албрехт II (1419 – 1485). През 1479 г. той и Албрехт си поделят управлението. Албрехт получава замък Бург Остероде и дворец Херцберг, Хайнрих замък Хелденбург. Заедно управляват градовете Айнбек и Остероде и замък Грубенхаген. След смъртта на Албрехт през 1485 г. Хайнрих е опекун на малолетните си братовчеди.
Хайнрих IV умира бездетен през 1526 г. и е наследен от братовчед му Филип I.

## Фамилия
Хайнрих IV се жени на 26 август 1494 г. в Айнбек за Елизабет фон Саксония-Лауенбург († сл. 7 април 1542), дъщеря на херцог Йохан IV фон Саксония-Лауенбург от род Аскани и Доротея фон Бранденбург. Бракът остава бездетен.